# Gare de Pleyber-Christ
La gare de Pleyber-Christ est une gare ferroviaire française de la ligne de Paris-Montparnasse à Brest, située sur le territoire de la commune de Pleyber-Christ, dans le département du Finistère, en région Bretagne.
Elle est mise en service en 1865 par la Compagnie des chemins de fer de l'Ouest.
C'est une gare de la Société nationale des chemins de fer français (SNCF) desservie par des trains express régionaux TER Bretagne et ouverte au service du fret.

## Situation ferroviaire
Établie à 131 mètres d'altitude, la gare de Pleyber-Christ est située au point kilométrique (PK) 571,844 de la ligne de Paris-Montparnasse à Brest, entre les gares de Morlaix et de Saint-Thégonnec.

## Histoire
La station de Pleyber-Christ est mise en service le 26 avril 1865 par la Compagnie des chemins de fer de l'Ouest, lorsqu'elle ouvre à l'exploitation la section de Guingamp à Brest de sa ligne de Rennes à Brest.

## Fréquentation
De 2015 à 2023, selon les estimations de la SNCF, la fréquentation annuelle de la gare s'élève aux nombres indiqués dans le tableau ci-dessous.
| Année     | 2015  | 2016  | 2017  | 2018  | 2019  | 2020  | 2021  | 2022  | 2023  |
| --------- | ----- | ----- | ----- | ----- | ----- | ----- | ----- | ----- | ----- |
| Voyageurs | 1 978 | 2 502 | 1 793 | 1 591 | 3 067 | 2 213 | 3 102 | 6 326 | 6 703 |

## Service des voyageurs

### Accueil
Halte ferroviaire SNCF, c'est un point d'arrêt non géré (PANG) disposant de deux quais avec abris.

### Desserte
Pleyber-Christ est desservie par des trains TER Bretagne qui circulent entre Brest et Morlaix.

Installations
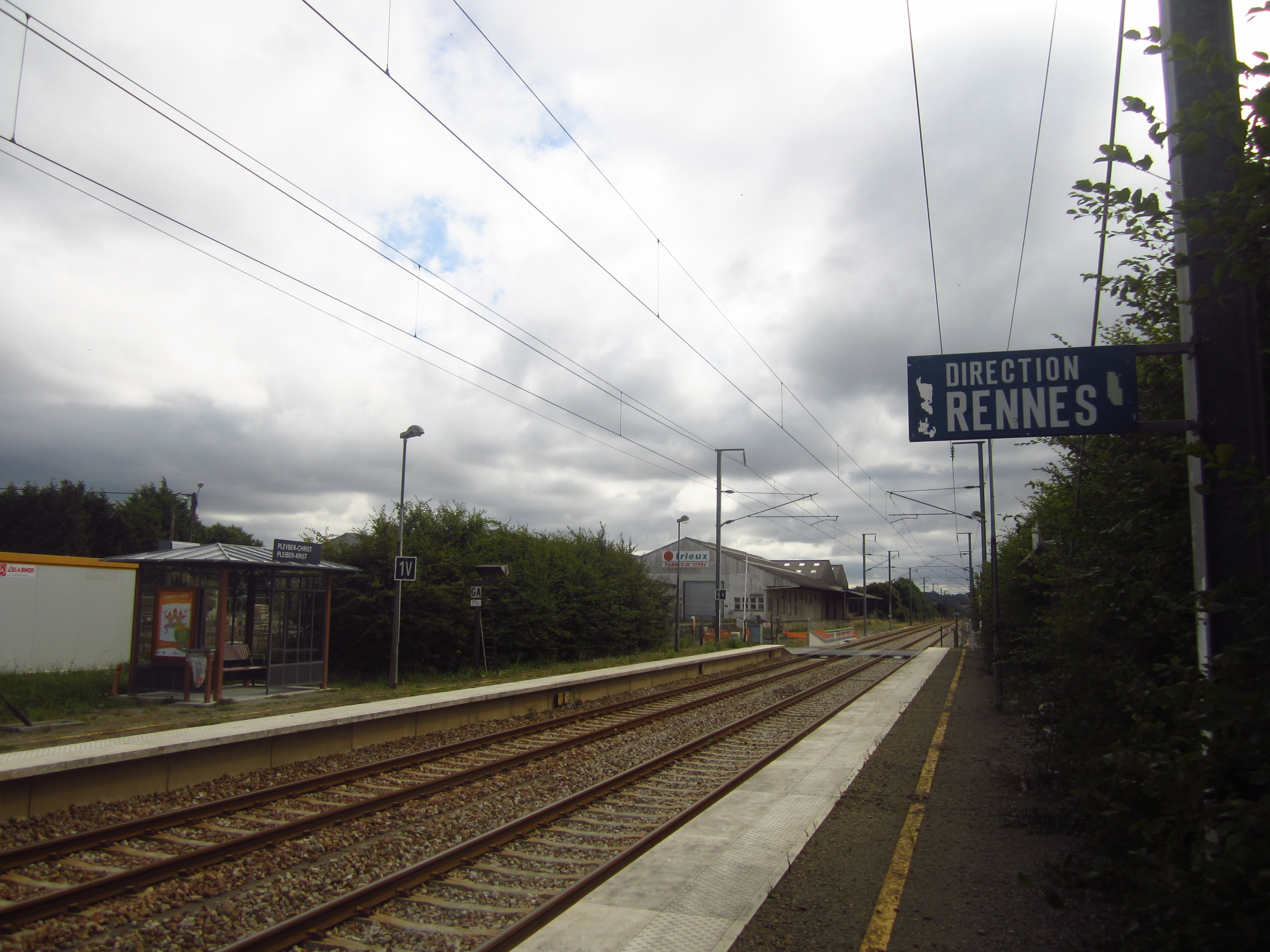
Voies et quais (2013)
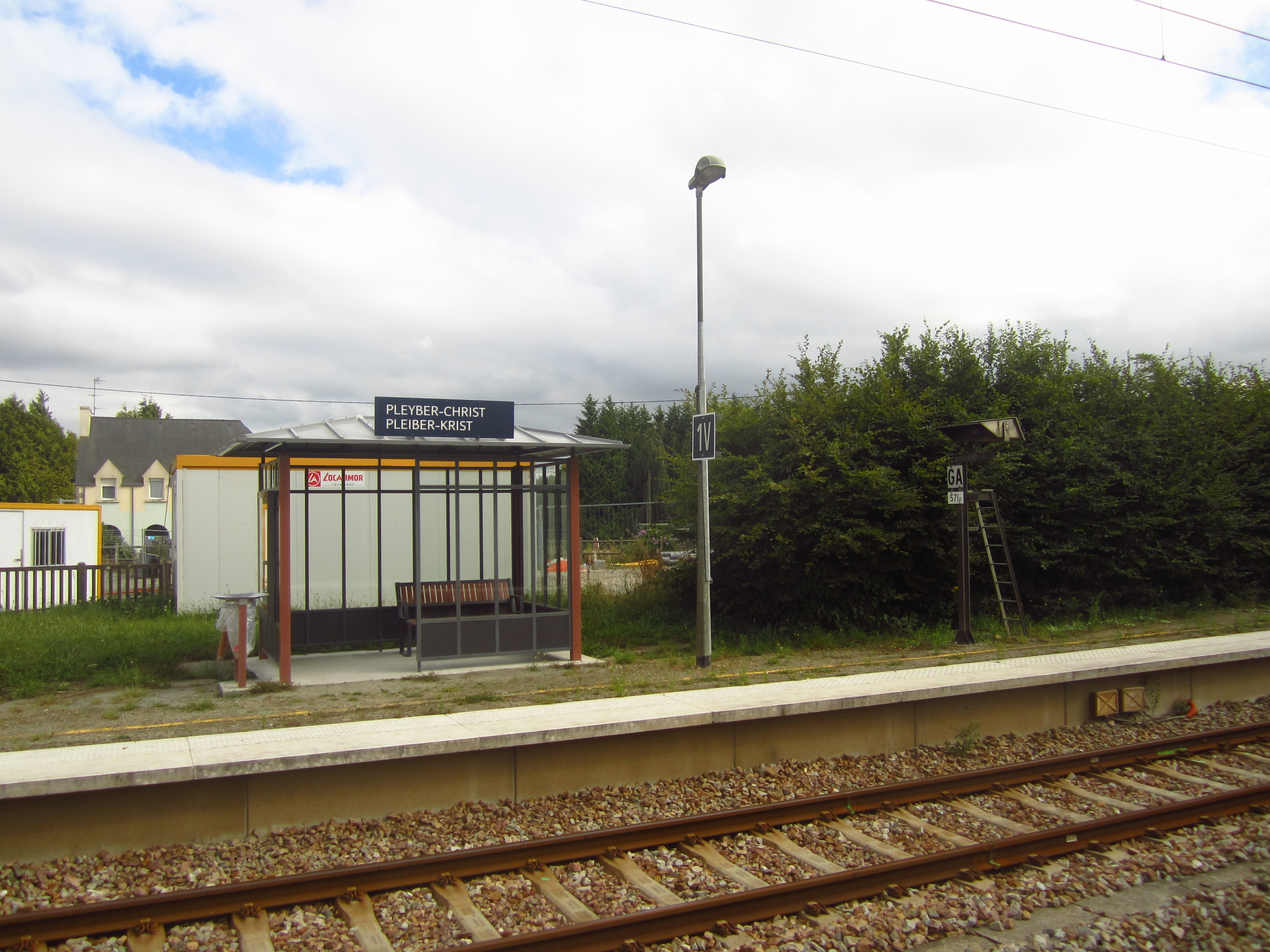
Quai et abri (2013)

## Service des marchandises
Cette gare est ouverte au service du fret (train massif et desserte d'installation terminale embranchée).